# Seenock
De Seenock is een stoeltjeslift in het Ahrntal bij Sand in Taufers in Italië.
De stoeltjeslift begint bij het bergstation van de Speikboden gondelbaan, en loopt naar de Seewassernock (2434m), waar rode en zwarte skipistes beginnen. De stoeltjeslift bereikt een snelheid van 16,2 kilometer per uur, en kan in totaal 2400 personen per uur vervoeren.
De stoeltjeslift is in 1993 gebouwd door de firma Doppelmayr.
Alm Express · Bernhard Glück · Seenock · Skischulenbahn · Sonnklar · Speikboden